# Sociedade Esportiva do Gama
La Sociedade Esportiva do Gama és un club de futbol brasiler de la ciutat de Gama al Districte Federal del Brasil.

## Història

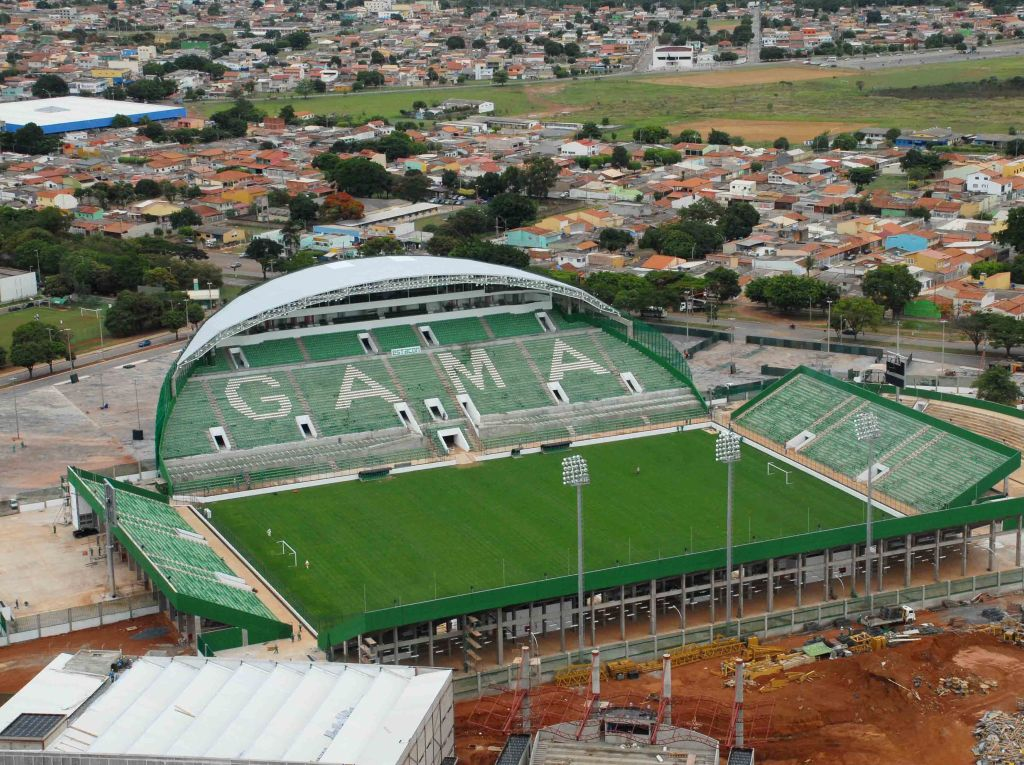
Estadi Walmir Campelo Bezerra.

El club va ser fundat el 15 de novembre de 1975. La seva època daurada la visqué durant els anys 1990, en els quals guanyà sis campionats estatals i el Campeonato Brasileiro Série B.
Entre 1999 i 2003 el president del club, Wagner Marques, canvià el nom a Gamma, retornant posteriorment al nom original.

## Palmarès

### Futbol
- Campeonato Brasileiro Série B: 
  - 1998
- Torneio Centro-Oeste: 
  - 1981
- Campionat brasiliense: 
  - 1979, 1990, 1994, 1995, 1997, 1998, 1999, 2000, 2001, 2003

### Basquetbol
- Campionat del Distrito Federal:
  - 2001

## Futbolistes destacats
- Márcio Santos
- Palhinha
- Paulo Nunes